# Psychiatrie-Museum (Bern)

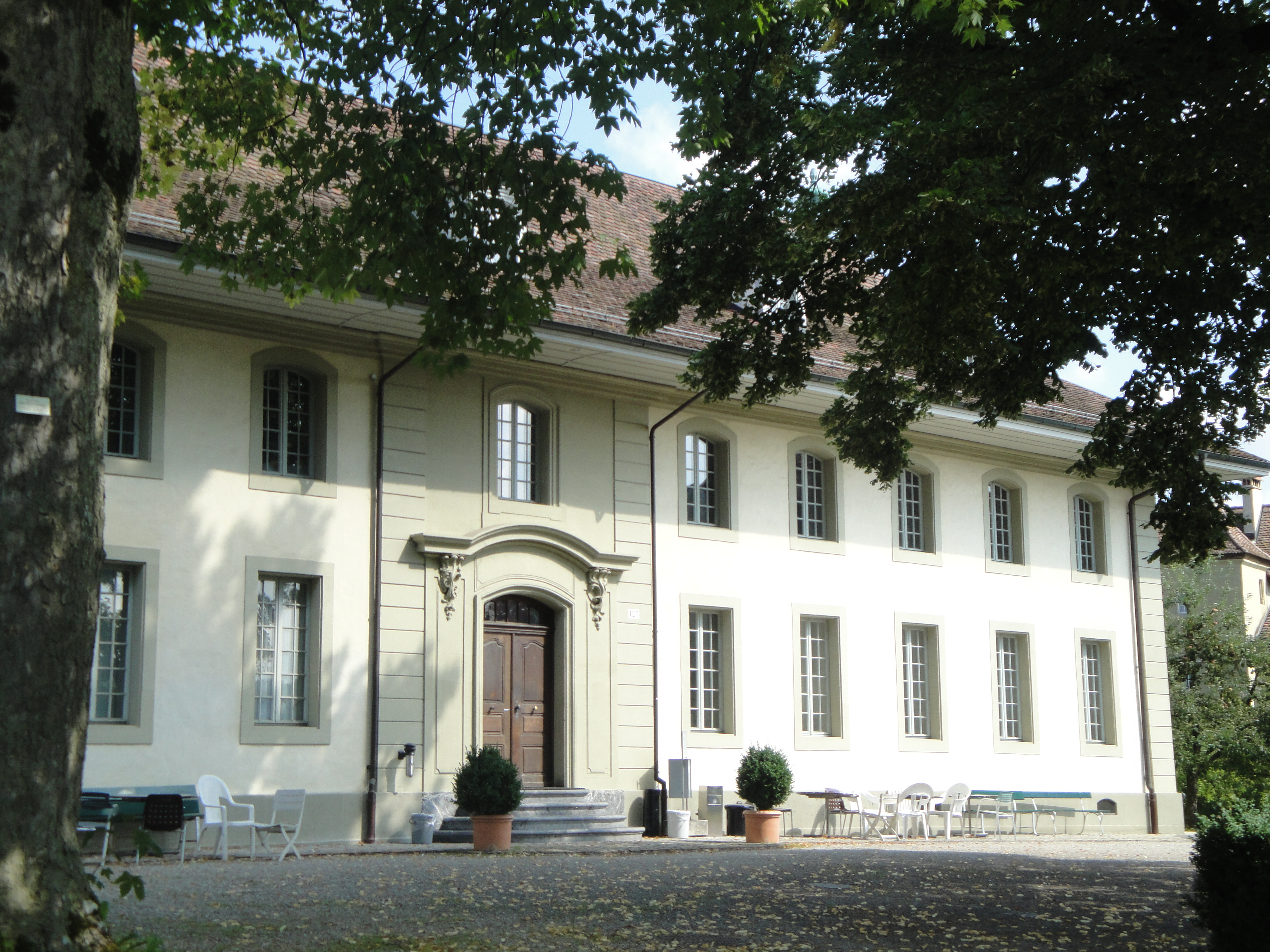
Bern Waldau Pfrundhaus2

Das Psychiatrie-Museum in Bern, auch Schweizerisches Psychiatrie-Museum Bern, ist seit 1993 im Pfründerhaus auf dem Areal der Waldau eingerichtet. Die Museumsidee entstand auf Initiative von Walter Morgenthaler bereits anlässlich der Landesausstellung 1914 in Bern, an der auch die «Bernische kantonale Irrenanstalt Waldau» beteiligt war. Die 1990 gegründete Stiftung Psychiatrie-Museum Bern ist Eigentümerin des Museums.

## Geschichte
Walter Morgenthaler war  von 1908 bis 1910 Assistenzarzt und von 1913 bis 1920 Oberarzt. Er sammelte historische Gegenstände und Dokumente und richtete damit in zwei Räumen der heutigen «Alten Klinik» anlässlich der Landesausstellung 1914 in Bern eine Ausstellung ein, womit er den Grundstock für das Psychiatrie-Museum legte. 1987 leitete Wolfgang Böker die Archivierungsarbeiten der Sammlung in die Wege. Er gründete 1990 die Stiftung Psychiatrie-Museum Bern, die Eigentümerin des 1993 eröffneten Museums ist. Die Exponate wanderten von der Alten Klinik ins Pfründerhaus, den Standort des Museums.

## Gebäude
Das Pfründerhaus erbaute von 1755 bis 1765 der Architekt Ludwig Emanuel Zehnder im Auftrag des Berner Rats. Es diente anfänglich zur Aufnahme von Hautkranken und Pfründern (Altersgebrechlichen) und wurde 1891 nach der Umsiedlung des Ausserkrankenhauses ins Inselspital bis 1980 für die Kranken der Waldau gebraucht. Seit seinem Um- und Ausbau von 1989 bis 1991 ist darin das Psychiatrie-Museum eingerichtet. Der hufeisenförmige Bau besitzt ein abgeknicktes Walmdach. Der Haupteingang in der Mitte der Südfassade zur Strasse öffnet sich in einem Sandsteinportal mit Steinhauer-Verzierungen von Johann Friedrich Funk dem Älteren. Im nordseitigen Hof erschliesst eine zweiseitige Freitreppe den geländebedingten höher liegenden Eingang.
Das Gebäude ist im Bauinventar der Stadt Bern als schützenswertes Objekt mit Parzellen-Nummer 1930 in der Baugruppe Waldau aufgeführt.

## Exponate

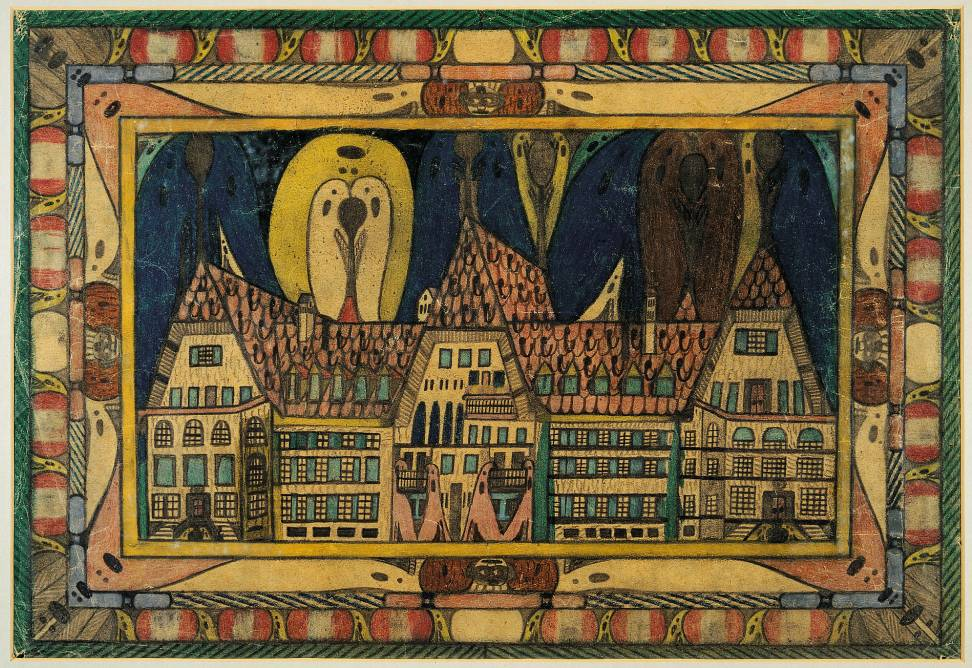
Die Waldau von Adolf Wolfli

Der Psychiater Walter Morgenthaler begann 1914, als das Interesse an der gestalterischen Arbeit von psychisch Kranken erwachte, mit der Sammlung von historischen Gegenständen und Dokumenten in zwei Räumen der heutigen «Alten Klinik». In einem Raum wurden Modelle überholter Behandlungsmethoden, ausgediente Gegenstände wie Deckelbad, Zwangsjacken, Gurten, Fluchtobjekte und Anstaltsdokumente gelagert. Im zweiten Raum befanden sich  Arbeiten von Patienten, namentlich die Bilder von Morgenthalers Schützling Adolf Wölfli. Besonders Bilder und Texte waren Morgenthaler wichtig für die Vorbereitung seiner Habilitationsschrift «Übergänge zwischen Zeichnen und Schreiben bei Geisteskranken» (1918). Auch nach dem Erscheinen seines Buchs «Adolf Wölfli. Ein Geisteskranker als Künstler» (1921) erweiterte Morgenthaler bis 1930 den Bestand des Museums. 1987 begann der damalige Klinikdirektor Wolfgang Böker unter Mithilfe von anderen Mitarbeitern mit der Archivierung der lange Jahre ungeordneten Sammlung. Im renovierten und neu ausgebauten Pfründerhaus wurden dann die Exponate nach zeitgemäss-konservatorischen Gesichtspunkten ausgestellt. Neben der Sammlung Morgenthaler mit  historischen Gerätschaften  und Anschauungsmaterial für die Ausbildung des Pflegepersonals sowie seiner Sammlung von Arbeiten der Patienten sind Dokumente und Bilder der allgemeinen Psychiatriegeschichte präsentiert. Porträts der ehemaligen Direktoren mit ihren besonderen Leistungen, Bilder von Bewohnern, Patienten und Pflegenden sind zu sehen. Besonders gewürdigt sind auch die bekannten ehemaligen Bewohner der Waldau Adolf Wölfli, von dem auch mit Farbstiften bemalte Möbel gezeigt werden, Robert Walser und Friedrich Glauser mit ihren Werken.

## Ausstellungen
Neben der permanenten Ausstellung finden Wechselausstellungen statt. 2021 war dies die Figurenausstellung: «Figuren aus dem Fundus des Psychiatrie-Museums»,  mit Werken von Heinz Lauener, Philippe Saxer, Louisa Johanna Morgentau. Sowie Zeichnungen aus der Sammlung Morgenthaler, von Oskar Bütikofer, Hans Fahrni, Ernst Bollin, Karl Schneeberger, Constance Schwartzlin-Berberat, u. a.